# Francouzské společenství
Francouzské společenství (francouzsky Communauté française), též Francouzská unie, je název pro poslední etapu francouzské koloniální říše. Vzniklo v roce 1958 prostřednictvím ústavy 5. republiky a v čele stál francouzský prezident. Nahradilo Francouzskou unii z let 1946-1958 a členy byly bývalé francouzské kolonie a Guinea, přičemž 11 členů zůstalo přímými a 10 jich změnilo statut na zámořský departement Francie. V roce 1960 většina z nich vyhlásila samostatnost a roku 1963 se přidružily k Evropskému hospodářskému společenství.